# Jean-Marc Pilorget
Jean-Marc Pilorget (París, 13 de abril de 1958) es un exjugador de fútbol y entrenador francés. Jugó como defensor hasta 1992 y luego se convirtió en entrenador. Fue el jugador con más partidos partidos diputados (435) en el París Saint-Germain Football Club hasta 2024.

## Biografía
Jean-Marc Pilorget descubrió tarde el fútbol, a la edad de diez años, luego de que sus padres se mudaran a Chilly-Mazarin. Formado en Morangis, en los suburbios parisinos, formó parte de las selecciones regionales, y escogió al PSG, a pesar de las solicitudes del Estrasburgo al comienzo de 1975. Las instalaciones de Camp des Loges aún no se habían construido, y los jugadores tenían que hospedarse en Achères. Esto no le impidió a Pilorget y a sus tres camaradas del con el que formó parte de los "Cuatro mosqueteros" (con François Brisson, Thierry Morin y Lionel Justier) de hacer sus debuts con derrota en la D1, contra el Reims en el Parc des Princes (2-3, el 21 de diciembre de 1975).
A los 17 años, comenzó una bella aventura con el Paris, que le vio anotar un gol decisivo en la final de la Coupe de France contra Saint-Etienne en 1982; jugar los primeros juegos europeos del club y convertirse en internacional junior, militar, esperanza juvenil, olímpico y A’. Su convocatoria para una etapa de preparación con la Selección de Francia no fue una sorpresa. El 17 de diciembre de 1983, tras un partido en el Parc des Princes contra Laval, se lesionó gravemente en una grave accidente vial. El resultado es dramático: fractura abierta de cadera y una indisponibilidad de dieciocho meses. Su regreso al primer plano es triunfal, con un título de campeón de Francia (1986).
Nombrado capitán tras la partida de Luis Fernández, desciende con su equipo y luego es prestado una temporada al Cannes (1987-1988). De regreso al PSG, recupera su lugar en el centro de la defensa bajo la dirección de Ivic, pero su contrato no es renovado en 1989. En 1989 su destino fue Guingamp, luego Saint-Raphaël (1990-92) en donde comenzó su carrera como entrenador. Tras haber dirigido al Endoume-Catalans (1992-1993) y al Fréjus (1994-1998), Jean-Marc Pilorget regresó a la región parisina para entrenar al Viry-Châtillon (1998-2004), y luego al Paris FC (2004-2009), con un corto pasaje en Romorantin. Siguió con su carrera de entrenador en el sur de Francia, en Cannes (2012-2016) con una breve desviación hacia el ES Fréjus Saint-Raphaël (2015).

## Carrera

### Como jugador
- 1975-1987 : Paris SG  Francia
- 1987-1988 : AS Cannes  Francia
- 1989-1990 : EA Guingamp  Francia
- 1990-1992 : Stade raphaëlois  Francia

### Como entrenador
- 1992-1993 : US Endoume  Francia
- 1994-1997 : ES Fréjus  Francia
- 1997-1998 : ES Fréjus  Francia
- 1998-2003 : ES Viry-Châtillon  Francia
- 2005-2007 : Paris FC  Francia
- diciembre 2007-2008 : SO Romorantin  Francia
- 2008-2009 : Paris FC  Francia
- 2012-2014 : AS Cannes  Francia
- 2015-diciembre 2015 : ES Fréjus Saint-Raphaël  Francia
- 2016 : AS Cannes  Francia